# NGC 4092
NGC 4092 ist eine Spiralgalaxie vom Hubble-Typ Sab mit aktivem Galaxienkern im Sternbild Coma Berenices am Nordsternhimmel. Sie ist schätzungsweise 298 Millionen Lichtjahre von der Milchstraße entfernt und hat einen Durchmesser von etwa 90.000 Lichtjahren.
Im selben Himmelsareal befinden sich u. a. die Galaxien NGC 4089, NGC 4091, NGC 4093, NGC 4095.
Das Objekt wurde am 26. April 1785 vom deutsch-britischen Astronomen Wilhelm Herschel entdeckt.